# Італійське військове кладовище (Севастополь)
Італі́йське військо́ве кла́дови́ще — меморіальний комплекс, присвячений пам'яті воїнів Королівства Сардинії, які загинули під час Кримської війни. Розташоване поряд із Севастополем на горі Гасфорта.

## Історія
У період Кримської війни за союзників виступило Сардинське королівство. 26 квітня (8 травня) 1855 року сімнадцятитисячний Експедиційний корпус Сардинського королівства в Криму під командуванням маркіза генерал-лейтенанта Альфонсо Ла Мармора висадився в Балаклаві. Позиції сардинців були на горі Гасфорта та Телеграфній висоті. Корпус взяв участь у бойових діях 6 червня 1855, під час штурму союзниками севастопольських укріплень, потім у Чорноріченській битві. У період облоги сардинці втратили 2194 особи. Щоправда, вбитими виявилися лише 12, померлими від ран — 16. Значно страшнішими за кулі, бомби і ядра виявилися для італійців хвороби. Від них померло 2166 солдатів та офіцерів. У червні 1855 року від холери помер і старший брат командувача, командир другої піхотної дивізії генерал-лейтенант Алессандро Ла Мармора.
Ховали сардинців на горі Гасфорта поряд із селами Камари (нині Оборонне) та Кади-Кой (колишнє передмістя Балаклави, зараз злилося з нею).

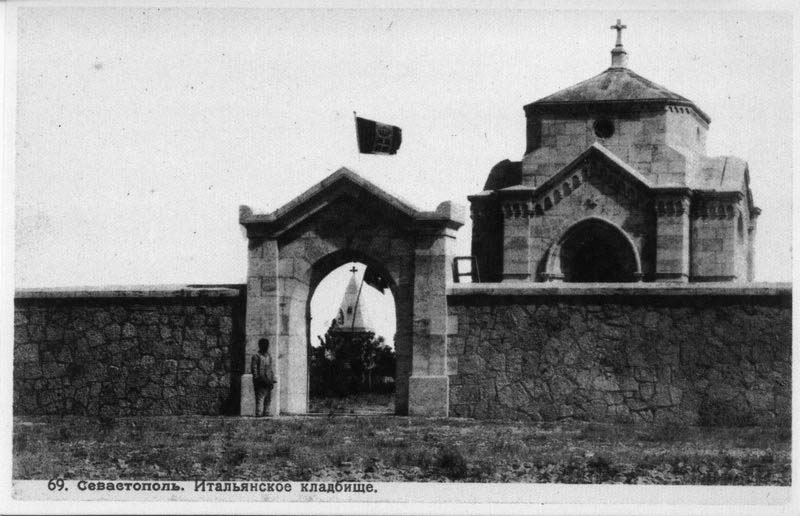
Ворота італійського кладовища на горі Гасфорта, 1910-ті

У серпні 1882 року на вершині гори Гасфорта, де колись були позиції сардинського корпусу («П'ємонтський спостережний пункт»), збудували витончену каплицю зі склепом. Туди, із поховань біля сіл Камари (нині Оборонне) та Кади-Кой (нині частина Балаклави) перенесли останки солдатів, офіцерів, а також генералів: Джорджіо Ансальді , Родольфо Габріеллі ді Монтевеккіо та Алессандро Ла Мармори, останки останнього 1904 року перевезено до Італії.
Керував будівництвом інженер-майор Герардіні. Некрополь площею близько 230 квадратних метрів оточувала стіна з бутового каменю. На вході були ворота, що повторюють стилістику каплиці. Усередині огорожі було висаджено кактуси-опунції та кущі. Оскільки некрополь розташовувався на горі, довелося вирити колодязь глибиною понад 40 м. Кладовище утримувалося коштом італійського уряду і перебувало під наглядом італійського консула, який приїжджав із Одеси.
У 1941—1942 роках, у період другої оборони Севастополя, горою Гасфорт проходив передовий оборонний рубіж захисників міста. Траплялися дні, коли за добу висота кілька разів переходила з рук до рук. Некрополь та каплицю було зруйновано. Залишки витвору Герардіні розібрано наприкінці 1950-х. За заростями кактусів-опунції, свого часу завезених з Італії, яких стає все менше, візуально ще можна визначити місце некрополя.
У вересні 2004 року (указ президента України Л.Кучми № 739 від 23 липня 2003 року) в заростях опунції, що збереглися, споруджено меморіал, присвячений вічній пам'яті загиблих у Кримській війні солдатів Сардинського королівства.

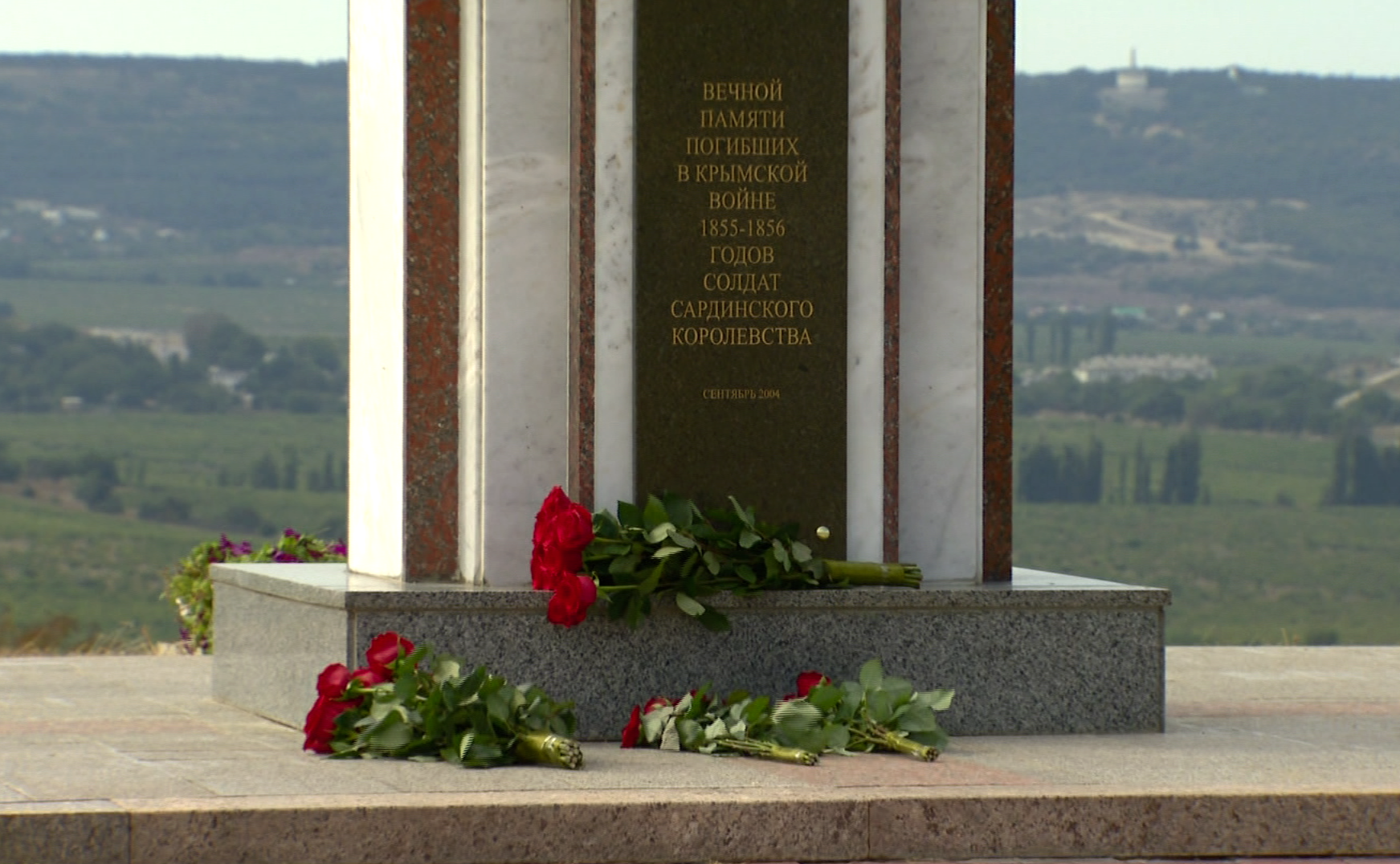
Меморіал біля підніжжя гори Гасфорта, присвячений пам'яті загиблих у Кримській війні солдатів Сардинського королівства

У вересні 2015 року Президент Росії Володимир Путін та екс-голова Ради міністрів Італії Сільвіо Берлусконі поклали до меморіалу квіти. Після цього візиту Служба безпеки України заборонила Берлусконі в'їзд до України на три роки.